# Rune Temte
Rune Temte (ur. 29 września 1965 w Solbergelva) – norweski aktor telewizyjny i filmowy.

## Życiorys

### Wczesne lata i kariera sportowa
Urodził się w Solbergelva, w gminie Nedre Eiker, na południe od Oslo. Mając 7 lat zaczął trenować piłkę nożną. Jako 18-latek był zawodnikiem w klubie Strømsgodset Toppfotball, grając w drużynie przez pięć sezonów i zdobywając tytuł gracza roku 1988.
Trenował też bandy, grając w klubie Solberg SK i norweskim zespole bandy do lat 19. podczas Mistrzostw Świata Bandy Y-19 w 1984. W Vänersborgu w Szwecji grał jako pomocnik, gdy drużyna norweska zdobyła brązowy medal. Kontynuował grę w piłkę nożną przez cały trening w Tooting and Mitcham United F.C.

### Kariera aktorska
Po pięciu latach w klubie piłkarskim Stromsgodset, Temte podjął decyzję o odejściu ze sportu i rozpoczęciu swoją przygodę z aktorstwem. W latach 1993−1994 uczęszczał na zajęcia szkoły aktorskiej w Londynie przy Drama Studio London. Występował na scenie w skandynawskich produkcjach teatralnych, jako szekspirowski Hamlet w tragedii Hamlet, psotnik Puk i król elfów Oberon w komedii Sen nocy letniej.
W 1988 po raz pierwszy pojawił się na ekranie w epizodycznej roli w norweskim filmie kryminalnym Brun bitter. Następnie pojawiał się w norweskich produkcjach telewizyjnych, filmach sensacyjnych i serialach, w tym Lilyhammer (2014) jako „złota rączka”, a także w jednym z odcinków niemieckiego serialu kryminalnego Das Erste Tatort (Miejsce zbrodni) – pt. „Kaltstart” (2014) jako kapitan Containerschiff.
Szerokiej widowni na całym świecie stał się bardziej znany dzięki roli Ubby w brytyjskim serialu historycznym BBC Two Upadek królestwa (2015), adaptacji serii powieści Bernarda Cornwella The Saxon Stories. Serial miał swoją premierę 10 października 2015.
W polskim serialu Belfer (2016) w reżyserii Łukasza Palkowskiego wystąpił w roli dyrektora Swedei. W biograficznym komediodramacie sportowym Dextera Fletchera Eddie zwany Orłem (Eddie the Eagle, 2016) z Hugh Jackmanem, Iris Berben i Christopherem Walkenem, opowiadającym o życiu i karierze brytyjskiego skoczka Eddiego Edwardsa, zagrał postać norweskiego trenera Bjørna. Trafił też do obsady serialu brytyjsko-irlandzkiego Sky Atlantic Fortitude (2016) jako Lars Ulvenaune. W amerykańskim fantastycznonaukowym filmie akcji Kapitan Marvel (2019) u boku Jude’a Law, Brie Larson, Gemmy Chan i Samuela L. Jacksona pojawił się jako Bron-Char.

## Życie prywatne
Biegle włada językiem angielskim, szwedzkim i norweskim. Jest żonaty z projektantką mody Theą Glimsdal Temte i ma jednego syna.